# March 881
La March 881 è la vettura con cui la scuderia Leyton House March Racing Team corse la stagione 1988 e parte della stagione 1989 del Campionato del Mondo di Formula 1. Guidata dal debuttante Maurício Gugelmin e da Ivan Capelli conquistò tre podi, due grazie al pilota italiano e uno con il brasiliano. È stata inoltre la prima vettura di Formula 1 interamente progettata da Adrian Newey.

## Sviluppo
Una delle caratteristiche della 881 era la linea stretta e affusolata, in netto contrasto con le convenzionali March degli anni precedenti. In nome dell'efficienza aerodinamica, l'abitacolo era talmente stretto che Capelli vi entrava a malapena. Il motore era un Judd V8, il più veloce motore aspirato di quell'anno, l'unico in grado di affrontare i potenti turbo delle squadre di vertice.
L'assetto era estremamente rigido. Questo era un vantaggio nelle piste con asfalto liscio, ma creava numerosi problemi ai piloti nelle piste dove l'asfalto era irregolare. Sul rettilineo del Casinò a Montréal le sollecitazioni erano talmente forti che Capelli spesso perdeva la vista per pochi istanti per il dolore causato dai sobbalzi della vettura. A Detroit invece, Capelli si fratturò un piede dopo aver perso il controllo a causa dei continui sobbalzi indotti dall'assetto rigido.

## Carriera agonistica
La carriera della 881 ha conosciuto alcuni acuti degni di nota, ma il più delle volte è stata frenata dalla scarsa affidabilità del motore. Nel 1988, dopo alcuni ritiri e piazzamenti nelle retrovie, i primi punti arrivarono al GP del Canada con il 5º posto di Ivan Capelli. Altri punti vennero dai GP di Gran Bretagna, Germania e Ungheria. In Belgio Capelli arrivò 4° ma a fine stagione il suo piazzamento venne trasformato in un 3º posto a causa della squalifica delle Benetton per benzina irregolare. In Portogallo arrivò il primo podio sempre da Ivan Capelli che si piazzò secondo dietro a Prost. In Spagna Capelli è invece costretto al ritiro per la rottura del motore mentre si trovava in terza posizione. In Giappone, sempre il solito Capelli si trova a duellare con Prost e conduce addirittura la gara per pochi giri prima di ritirarsi nuovamente a causa di noie al motore. La 881 si presenta al via anche del Mondiale 1989 in quanto la nuova CG 891 non è ancora pronta. Alla prima gara Guglielmin conquista subito un terzo posto che frutta alla squadra i primi ed unici 4 punti di quella stagione. Infatti, la nuova CG 891 si rivelerà estremamente fragile e nel resto della stagione collezionerà una serie di ritiri e piazzamenti poco significativi.

## Risultati
| 1988 | Squadra                        | Gomme | Piloti                | BRA | SMR | MON | MEX | CAN | DET | FRA | GBR | GER | HUN | BEL | ITA | POR | ESP | JPN | AUS | Punti | WCC |
| ---- | ------------------------------ | ----- | --------------------- | --- | --- | --- | --- | --- | --- | --- | --- | --- | --- | --- | --- | --- | --- | --- | --- | ----- | --- |
| 1988 | Leyton House March Racing Team | G     | 15. Maurício Gugelmin | Rit | 15  | Rit | Rit | Rit | Rit | 8   | 4   | 8   | 5   | Rit | 8   | Rit | 7   | 10  | Rit | 5     | 6   |
| 1988 | Leyton House March Racing Team | G     | 16. Ivan Capelli      | Rit | Rit | 10  | 16  | 5   | NP  | 9   | Rit | 5   | Rit | 3   | 5   | 2   | Rit | Rit | 6   | 17    | 6   |
| 1989 | Squadra                        | Gomme | Piloti                | BRA | SMR | MON | MES | USA | CAN | FRA | GBR | GER | UNG | BEL | ITA | POR | SPA | GIA | AUS | Punti | WCC |
| 1989 | Leyton House March Racing Team | G     | 15. Maurício Gugelmin | 3   | Rit |     |     |     |     |     |     |     |     |     |     |     |     |     |     | 4     | 12  |
| 1989 | Leyton House March Racing Team | G     | 16. Ivan Capelli      | Rit | Rit |     |     |     |     |     |     |     |     |     |     |     |     |     |     | 0     | 12  |